# Lappula lenensis
Lappula lenensis är en strävbladig växtart som beskrevs av Mikhail Grigoríevič Popov och S. V. Ovczinnikova. Lappula lenensis ingår i släktet piggfrön, och familjen strävbladiga växter. Inga underarter finns listade i Catalogue of Life.